# Engelbert Dollfuss
Engelbert Dollfuss (Duits: Dollfuß; Texing, 4 oktober 1892 – Wenen, 25 juli 1934) was aanvankelijk een Oostenrijks sociaalchristelijk en later austrofascistisch politicus.

## Biografie

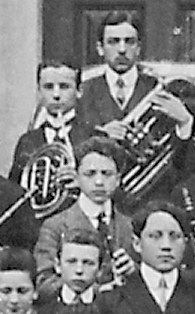
Dollfuss met klarinet (midden), 1912

Dollfuss was een boerenzoon uit Neder-Oostenrijk. Dollfuß wilde oorspronkelijk priester worden. Op voorspraak van pastoor Simon Veith bij bisschop Johann Baptist Schneider kreeg hij een studiebeurs voor het prins-aartsbisschoppelijk jongensseminarie van het aartsbisdom Wenen in Oberhollabrunn, waar hij in 1904 naar toe ging. Nadat hij de eerste klas had herhaald, behaalde hij daar in 1913 met goede resultaten zijn middelbareschooldiploma. 
Hij ging naar het Weense seminarie en studeerde een paar maanden theologie, maar schakelde daarna over naar een studie rechten in Wenen , waardoor zijn financiële situatie verslechterde: de steun van de kerk stopte.
Na het uitbreken van de Eerste Wereldoorlog meldde hij zich in 1914 vrijwillig voor militaire dienst. Vanwege zijn lengte - hij was slechts 1,51 m - werd hij afgewezen door de commissie in Wenen, maar werd hij in St. Pölten geschikt verklaard voor militaire dienst. Hij meldde zich vrijwillig aan bij de Tiroolse schutters en werd eind 1914 met onderscheiding van de officiersschool in Brixen ontslagen. In september 1914 werd hij als vaandrig toegewezen aan het Staatsgeweerregiment nr. II, gestationeerd in Bolzano. Met de rang van eerste luitenant in de reserve vocht hij als commandant van een machinegeweerdivisie aan het Italiaanse front. In oktober 1916 onderscheidde hij zich door met succes de Schrimmlerjoch te verdedigen. Hij ontving acht medailles voor moed in de Eerste Wereldoorlog. Zelfs tijdens de oorlog werden posities aan de Fiemme-vallei en het Lagorai- front de “Dollfuß-grot” en “Dollfuß-notch” genoemd. Na het einde van de oorlog vervolgde hij zijn studie in 1918 in Wenen, daarna in Berlijn
Hij was lid van K.Ö.H.V. Franco-Bavaria Wien en K.D.St.V. Germania Berlin, twee studentenverenigingen die behoorden tot het Cartellverband der katholischen deutschen Studentenverbindungen. In zijn vrije tijd verrichtte hij sociaal werk. Tijdens de Eerste Wereldoorlog vocht hij, ondanks zijn bescheiden lengte, in het Oostenrijk-Hongaars leger aan het front met Italië. Na de oorlog werd hij actief binnen de Christelijk-Sociale Partij en stichtte hij een Landbouwersbond om boeren te helpen. Eind jaren twintig werd hij lid van het Oostenrijkse parlement. In 1927 werd Dollfuss directeur van de Neder-Oostenrijkse Landbouwkamer en in 1930 president van de Neder-Oostenrijkse Bundesbahn. In maart 1931 werd Dollfuss minister van Landbouw.

## Bondskanselier van Oostenrijk
In mei 1932 werd hij tevens minister-president (Bundeskanzler) en minister van Binnenlandse Zaken. Zijn kabinet bestond uit de Christelijk-Sociale Partij, de (semifascistische) Heimwehr en de Landbouwpartij.

## Dollfuss als dictator van Oostenrijk
Na een korte kabinetscrisis diende Dollfuss zijn ontslag in, hij werd herbenoemd met volmachten en regeerde sindsdien dictatoriaal (1933). Met behulp van de grote mogendheden – met name het fascistische Italië – trachtte Dollfuss de economische en financiële toestand te verbeteren, hetgeen echter niet lukte.
Na de machtsovername in Duitsland door de nazi's op 30 januari 1933, richtte een bevreesde Dollfuss zich nog meer op Italië. Op advies van Benito Mussolini bond hij de strijd aan met de nationaalsocialisten en de sociaaldemocraten; beide tegenstanders van Dollfuss' politiek. Zowel de Oostenrijkse nazipartij als de sociaaldemocratische partij werden verboden.

## Oostenrijkse burgeroorlog en de nieuwe grondwet
In februari 1934 viel het Oostenrijkse leger, het Bundesheer, gesteund door de Heimwehr en andere paramilitaire groepen de Weense arbeiderswijk aan om het socialisme aldaar te breken. Dit leidde tot een korte, maar hevige burgeroorlog, waarbij de sociaaldemocraten gesteund door communistische activisten zich kranig verzetten. De sociaaldemocratische leiders gingen daarop naar het buitenland of doken onder en gingen de illegaliteit in. Tegelijkertijd werden op andere plaatsen in het land NSDAP-afdelingen aangevallen en opgeheven; vele nazi's werden opgesloten in politieke gevangenissen. Op 1 mei 1934 voerde Dollfuss een nieuwe, corporatieve (corporatisme) grondwet in. Voortaan was alleen het Vaderlands Front toegestaan, een overkoepelende massaorganisatie.

## Moord
Op 25 juli 1934 pleegden nazi's onder leiding van Anton Rintelen een staatsgreep. SA-eenheden wisten door te dringen in het regeringspaleis en schoten Dollfuss neer, die enige tijd later aan zijn verwondingen bezweek. De staatsgreep mislukte echter wegens de slechte communicatie tussen de samenzweerders en de coupplegers werden gearresteerd. De pro-Dollfusstroepen doodden enkele coupplegers in schietpartijen. Dollfuss' opvolger als premier werd Kurt von Schuschnigg.

## Gestalte
Dollfuss was klein van gestalte (155 cm, 150 cm volgens de New York Times) en dit was ook vaak onderwerp van spot. Hij kreeg bijgevolg een aantal bijnamen zoals 'Millimetternich' en "Jockey". In een koffiehuis in Wenen kon men een "Dollfusskoffie" bestellen, een klein kopje koffie. Zijn persoonlijke assistent en secretaris, Eduard Hedvicek, was daarentegen van gestalte heel groot (200 cm). Hij speelde een belangrijke rol in de onsuccesvolle poging om het leven van Dollfuss te redden.